# Elena a Serbiei, regină a Ungariei
Elena a Serbiei (în sârbă Јелена/Jelena, în maghiară Ilona; n. după 1109 – d. după 1146) a fost regină a Ungariei ca soție a regelui Béla al II-lea al Ungariei. După moartea soțului ei, ea a guvernat Ungaria în calitate de regentă din 1141 până în septembrie 1146 împreună cu fratele ei, Beloš, înainte ca fiului ei cel mare, Géza al II-lea să ajungă la vârsta majoratului.
Fiică a prințului Uroš I al Serbiei (domnie cca. 1112–1145), căsătoria ei cu Béla al II-lea din 1129 a fost aranjată  de către vărul său, regele Ștefan al II-lea (domnie 1116–1131). Fiii ei mai mici, Ladislau al II-lea și Ștefan al IV-lea, au domnit și ei ca regi ai Ungariei. Ea a avut alți doi frați, Uroš al II-lea și Desa în afară de Beloš.

## Viață

### Tinerețe
Elena a fost fiica marelui prinț sârb Uroš I (domnie cca. 1112–1145) din dinastia Vukanović și a prințesei bizantine Anna Diogene. Tatăl ei a participat la războiul bizantino-maghiar (1127–1129), de partea regelui Ștefan al II-lea al Ungariei . Armata maghiară a distrus Belgradul bizantin și a pătruns în Naissos (Niš), Serdica (Sofia) și Philippopolis (Plovdiv).
În jurul anului 1129, regele Ștefan al II-lea a aranjat căsătoria ei cu vărul său Béla, care a fost orbit din ordinul tatălui regelui, regele Coloman I al Ungariei (domnie 1095–1116). Béla și tatăl său Almos au fost orbiți, astfel încât au fost îndepărtați de la succesiune. Cu toate acestea, regele Ștefan a rămas fără copii și a decis să-l recunoască pe Béla ca succesor al său. Înainte de aceasta, Uroš I a suferit atât în fața Ungariei, cât și fața Imperiului Bizantin, așa că s-a împrietenit bucuros cu regele maghiar. Regele Ștefan al II-lea a oferit moșii lângă Tolna cuplului proaspăt-căsătorit.

### Regină consoartă

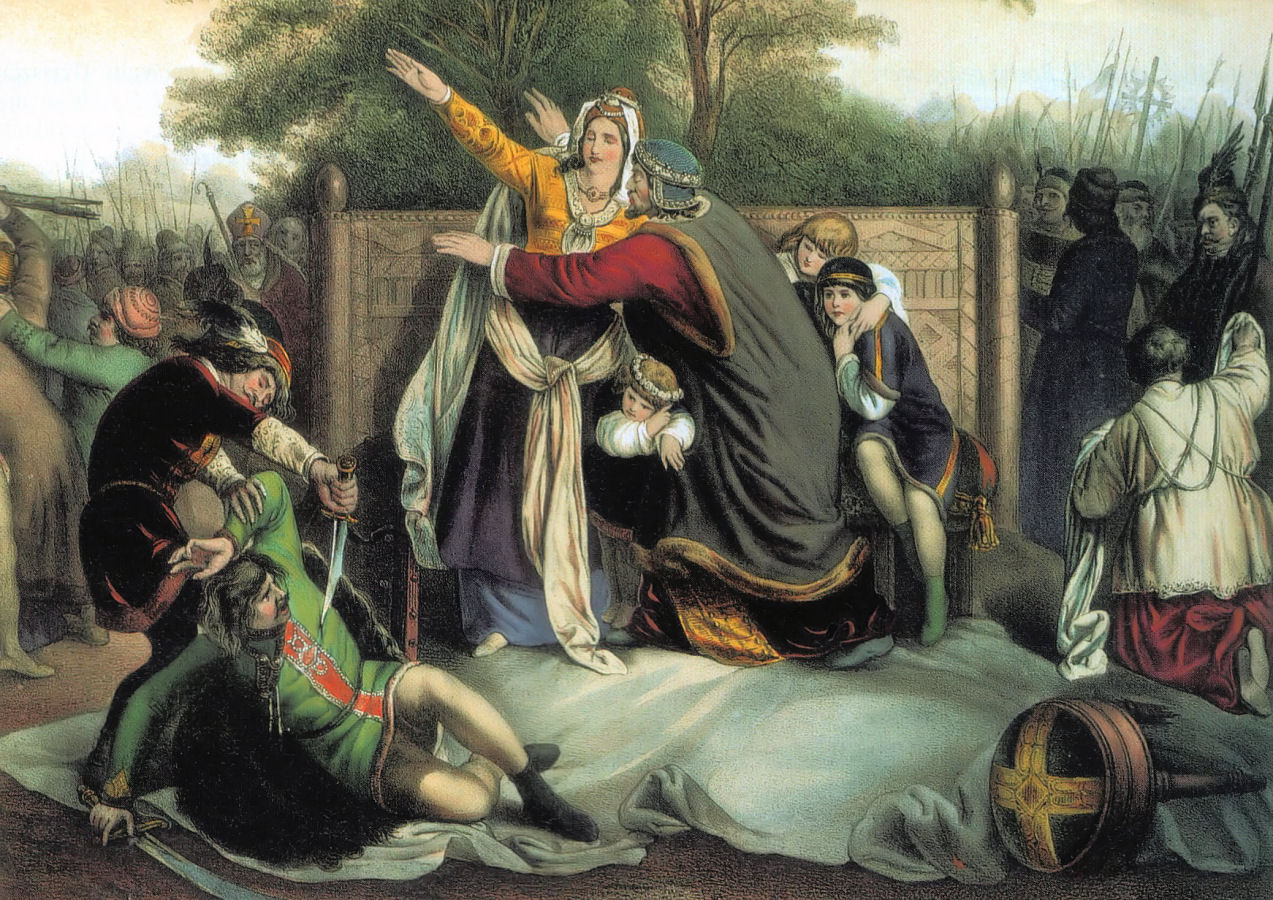
Executarea nobilimii maghiare la Arad, de Geiger Péter N. János (1805–1880).

După moartea regelui fără copii, soțul ei a fost încoronat rege al Ungariei la 28 aprilie 1131. Regina Elena a avut o mare influență asupra soțului ei și a statului maghiar. Au avut șase copii: Géza al II-lea, Ladislaus al II-lea, Ștefan al IV-lea, Álmos, Sofia și Elisabeta sau Gertrud. Elena a fost de mare ajutor soțului ei și a guvernat statul în timpul domniei sale. Ea a fost loială soțului și statului maghiar și ea a fost cea care i-a convins pe nobili la o adunare din Arad să execute 68 de aristocrați maghiari care au complotat împreună cu regele Coloman pentru a-l orbi pe soțul ei. Potrivit unor surse contemporane, ea a participat la execuție împreună cu fiul ei Bela, pentru a se asigura de moartea dușmanilor soțului ei.

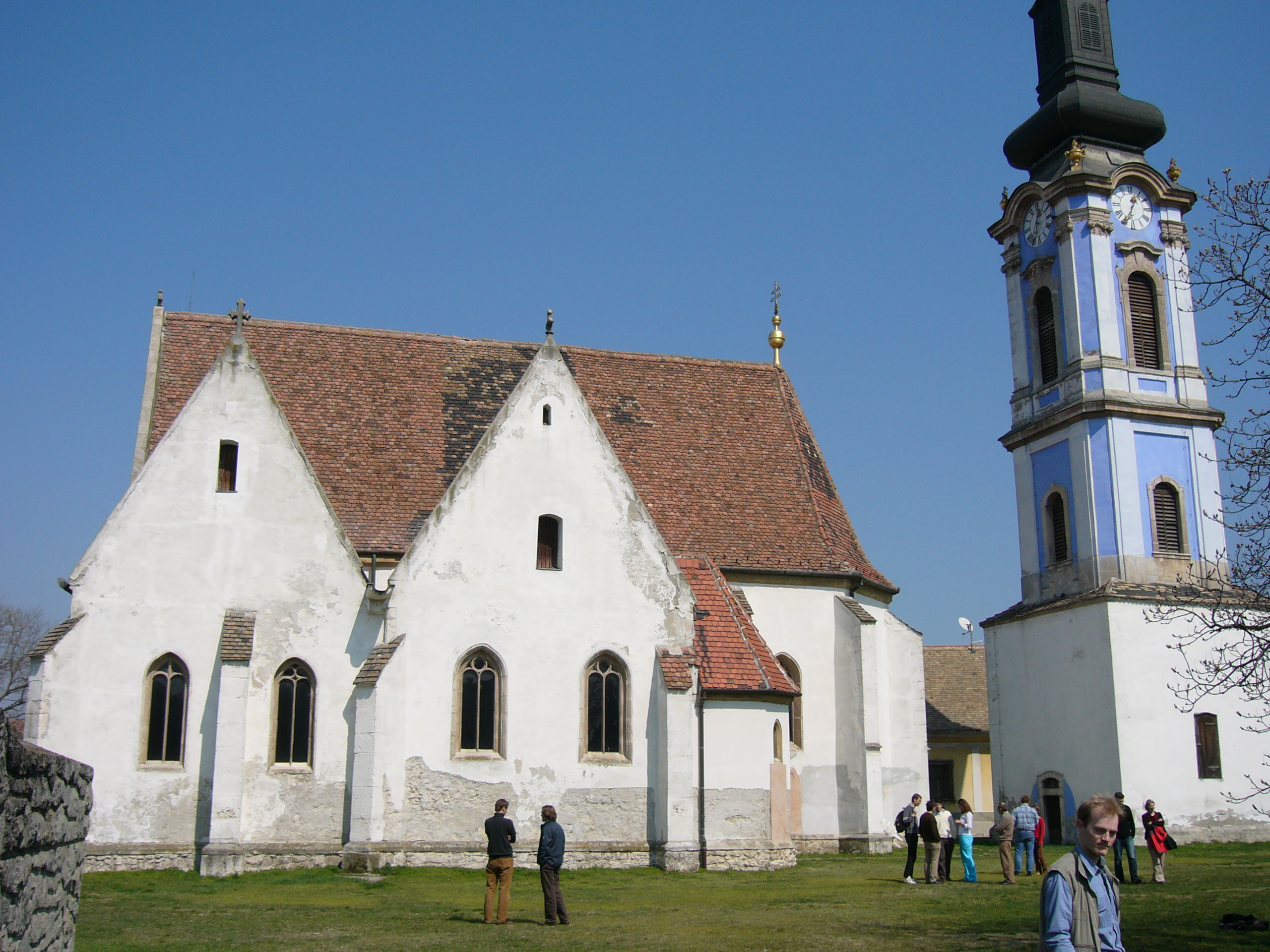
Mănăstirea sârbească Kovin a fost întemeiată de Elena

Ea a întemeiat colonii de sârbi în Insula Csepel și în Ráckeve, unde a construit o mănăstire și o biserică care există și în prezent.

### Regență
După ce soțul ei a murit la 13 februarie 1141, iar fiul lor cel mare Géza al II-lea era încă un copil, Elena și fratele ei Beloš Vukanović au guvernat Regatul Ungariei până în septembrie 1146 când Géza al II-lea a ajuns la vârsta majoratului. Beloš a fost Palatin al Ungariei, cel mai înalt titlu oficial, din 1141 până în 1161 și Ban al Slavoniei din 1146 până în 1157. Elena a continuat să exercite o mare influență asupra domniei și, cu ajutorul fratelui ei, Ungaria a avut relații bune și pace la granițele sale sudice. În perioada morții lui Bela, relațiile germano-maghiare au fost întrerupte și logodna dintre Henric și Sofia, fiica Elenei, a fost anulată. Sofia a făcut jurăminte monahale și a devenit stareță la Mănăstirea Admont, în Stiria.

### Domnia lui Géza al II-lea și urmările
În timpul domniei lui Géza al II-lea, Ștefan al IV-lea și Ladislau al II-lea nu au fost mulțumiți de titlurile și posesiunile lor, așa că au căutat ajutor la Sfinții Împărați Romani și la Împărații Bizantini. Intrigile împotriva lui Géza al II-lea nu au avut niciun succes și, după moartea sa (1161), Manuel I Comnen a văzut o bună oportunitate de a extinde influența bizantină în Ungaria. Manuel a ajutat la detronarea lui Ștefan al III-lea, fiul lui Géza al II-lea, și la pus în locul lui prima dată pe Ladislau al II-lea și apoi pe Ștefan al IV-lea pentru o perioadă scurtă de timp. În cele din urmă, Ștefan al III-lea și-a asigurat domnia în 1163.  Se consideră că regina Elena a murit înainte de acest eveniment, în 1161.

## Căsătoria și copiii
# căsătorie în 1129 cu regele Béla al II-lea al Ungariei (cca. 1110 – 13 februarie 1141)
- Elisabeta sau Gertrud (cca. 1129 – d. înainte de 1155), soția ducelui Mieszko al III-lea al Poloniei
- Regele Géza II al Ungariei (c. 1130 – 3 mai 1162)
- Regele Ladislau al II-lea al Ungariei (1131 – 14 ianuarie 1163)
- Regele Ștefan al IV-lea al Ungariei (c. 1133 – 11 aprilie 1165)
- Álmos (? )
- Sofia (c. 1136 – ?), călugăriță la Mănăstirea din Admont (din Stiria)